# Wincenty Rutkowski
Wincenty Rutkowski ps. „Haszysz”, „Żwan”, „Kujawa” (ur. 17 lipca 1895 w Słońsku, zm. 1953 we Wronkach) – podpułkownik artylerii Wojska Polskiego, kawaler Orderu Virtuti Militari.

## Życiorys
Był synem Wojciecha Rutkowskiego, rolnika, i Łucji z Walczaków. Za mówienie po polsku w szkole w Słupsku, został na dwa tygodnie zaaresztowany przez Niemców. Uczęszczał do gimnazjum w Inowrocławiu a potem w Poznaniu, gdzie 22 czerwca 1915 r. został wcielony do niemieckiego wojska do 237 pułku artylerii lekkiej w Białogardzie i przydzielony na front francuski. Walczył pod Lasem Argońskim, pod Vienne-Varennes i pod Verdun, został ranny. Po wyleczeniu, wysłano go na front rosyjski i po bitwie pod Sarmogoniem został odznaczony Krzyżem Żelaznym II kl. W kwietniu walczył na froncie francuskim pod Saint Quentin, a potem na Reine. Po podejrzeniu o dezercję uciekł z więzienia do Ojczyzny.
29 grudnia 1918 r. włączył się do organizacji powstańczych w powstaniu wielkopolskim. Za zdobycie stacji kolejowej w Radziwiłłowie dostał Krzyż Waleczny 22 maja 1919 r. Za udział w wojnie polsko-bolszewickiej odznaczony Krzyżem Srebrnym Orderu Virtuti Militari 30 sierpnia 1920 r.
W latach 1921–1924 pełnił służbę w 1 pułku artylerii górskiej w Nowym Sączu. 3 maja 1922 roku został zweryfikowany w stopniu podporucznika ze starszeństwem z dniem 1 czerwca 1919 roku i 13. lokatą w korpusie oficerów artylerii. 12 lutego 1923 roku Prezydent RP Stanisław Wojciechowski awansował go z dniem 1 stycznia 1923 roku na porucznika ze starszeństwem z dniem 1 czerwca 1921 roku i 10. lokatą w korpusie oficerów artylerii. W listopadzie 1924 roku został przydzielony do 4 Dywizji Kawalerii we Lwowie na stanowisko adiutanta dowódcy artylerii konnej dywizji. Do kwietnia 1934 roku pełnił służbę w 10 dywizjonie artylerii konnej w Jarosławiu. W kwietniu 1934 został przeniesiony do 24 pułku artylerii lekkiej w Jarosławiu z równoczesnym przydziałem do Wojskowego Sądu Rejonowego Jarosław, na okres od 1 maja 1934 do 30 kwietnia 1936 roku. Na stanowisku oficera sądowego Wojskowego Sądu Rejonowego Jarosław pozostawał do 1939. W międzyczasie został przeniesiony do korpusu oficerów administracji.
Od 1940 roku, w czasie okupacji niemieckiej był komendantem Inspektoratu Rejonowego ZWZ-AK Przemyśl. W 1944 roku, w czasie akcji „Burza”, dowodził Inspektoratem AK Podkarpacie (Sanok – Jasło – Krosno – Brzozów), na którego bazie odtworzona została 22 Dywizja Piechoty AK. W latach 1945–1946 stał na czele organizacji „NIE” i WiN. W latach 1946–1947 był komendantem Okręgu Śląsko-Dąbrowskiego WiN, a w 1947 roku komendantem Okręgu „Wybrzeże” WiN. Aresztowany, śledzony przez UB, sądzony, poniósł śmierć w Zakładzie Karnym we Wronkach.

## Ordery i odznaczenia
- Krzyż Srebrny Orderu Wojskowego Virtuti Militari
- Krzyż Walecznych
- Srebrny Krzyż Zasługi[12]